# Conflito em Bornéu do Norte
[[Imagem:North Borneo Dispute territory.PNG|250px|thumb|{{legend|#808000|Território na convenção 1878 - A partir do rio Pandassan na costa ocidental ao norte até o rio Sibuco no sul.]]

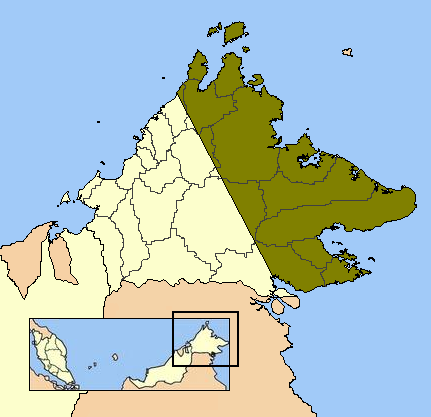
legend|#808000|Território na convenção 1878 - A partir do rio Pandassan na costa ocidental ao norte até o rio Sibuco no sul.

O conflito em Bornéu do Norte ou disputa de Bornéu do Norte refere-se à disputa territorial entre a Malásia e a República das Filipinas sobre grande parte do leste do estado de Sabá, um território conhecido como Bornéu do Norte antes da formação da Federação da Malásia. As Filipinas, apresentando-se como o Estado sucessor do Sultanato de Sulu, mantém uma "reivindicação dormente" em Sabá com base no fato de o território ter sido apenas arrendado a Companhia Privilegiada do Bornéu do Norte em 1878, com a soberania do Sultanato (e, posteriormente, da República) sobre o território nunca tendo sido abandonada. No entanto, a Malásia considera esta disputa como um "não-problema", já que interpreta o acordo de 1878 como o de cessão e que considera que os residentes de Sabá teriam exercido o seu direito à autodeterminação, quando aderiram à federação da Malásia em 1963